# Ana-Maria Vera
Ana-Maria Vera (* 1965 in Washington, D.C.) ist eine US-amerikanische Pianistin.

## Leben und Karriere
Ana-Maria Vera wurde als Tochter je eines holländischen und bolivianischen Elternteils in der US-amerikanischen Hauptstadt Washington geboren. Im Alter von drei Jahren begann sie ihre musikalische Ausbildung bei ihrer Mutter und gab ihr professionelles Debüt mit acht Jahren. Mit elf Jahren wurde sie zu einem musikalischen Vortrag vor US-Präsident Jimmy Carter ins Weiße Haus eingeladen. Dieses Ereignis veranlasste die Republik Bolivien, Ana-Maria Vera mit einer Sonderbriefmarke zu ehren.
Ana-Maria Vera absolvierte die International School in Washington und erhielt Pianounterricht bei Ylda Novik und Leon Fleisher. Sie spielte als Solistin mit so weltbekannten Orchestern wie dem Philadelphia Orchestra, Cleveland Orchestra, London Philharmonic Orchestra und Tokyo Symphony Orchestra unter Dirigenten wie Riccardo Muti und David Stern.
Sie ist musikalisch auf beiden Seiten des Atlantiks zu Hause und war auch im Herkulessaal in München oder dem Tivoli Theater in Kopenhagen zu sehen und zu hören. Sie organisierte auch eine Reihe von Konzerten in Bolivien.
In der französischen Filmkomödie Sag ja! von 1995 spielte sie neben Jean-Hugues Anglade und Julia Maraval in einer Nebenrolle.
Ana-Maria Vera lebt mit Ehemann und Tochter in der britischen Hauptstadt London.